# Lukács (esztergomi érsek)
Lukács (1120 k. – 1181) a 12. századi magyar politikai és egyházi élet egyik legmeghatározóbb személyisége, a 17. esztergomi érsek volt.

## Ifjúkora, tanulmányai
Származásáról és fiatalságáról csak nagyon kevés és ellentmondásos forrás maradt fenn. Annyi bizonyos, hogy a királyi udvarnál 1148 és 1158 között több magas posztot is betöltő Appa nevű főúr testvére volt, valamint az, hogy az első magyarok egyikeként Párizsban – Girardus Puella növendékeként – tanult teológiát. Működéséről rendkívül részletesen számol be az angol Walter Map, akivel a francia fővárosban együtt tanultak. Számos történetíró szerint Lukács párizsi tanulmányi ideje alatt Thomas Becket kurzustársa is volt, ez azonban valószínűleg tévedés.

## Lukács, a főpap
Lukács 1156-ban egri püspök, 1158-ban pedig esztergomi érsek lett. A negyed évszázados főpapi munkássága alatt öt Árpád-házi királyt és ellenkirályt szolgált ki vagy éppen akadályozta tevékenységüket. Lukács akkor lépett a magyar közélet porondjára, amikor II. Géza király (1141–1162), még ha hallgatólagosan is, de Barbarossa Frigyes császár pártján foglalt állást a III. Sándor pápával szembeni küzdelemben. A magyar király végül azonban – nem sokkal az 1159. évi konklávé után – III. Sándor legitimitása mellett tett hitet.
Itt ki kell emelni Lukács érsek szerepét, aki a gregoriánus reform elkötelezett híveként III. Sándort támogatta, és erre inspirálta királyát is. II. Géza 1161-ben konkordátumot kötött a pápával, aminek kidolgozásában az esztergomi érseknek fontos szerepe volt. A szerződés értelmében a király lemondott az önkényes püspökkinevezésekről, viszont a magyar egyháziak csak királyi engedéllyel fellebbezhetnek a Szentszékhez, s pápai legátusok és palliumok is csak az uralkodó tudtával érkezhetnek az országba.
Hogy Lukács személyes tulajdonságairól, főként szigorú erkölcsiségéről legyen némi fogalmunk, szükséges beszámolni arról, hogy amikor 1161 végén megérkezett a palliuma, az érsek nem volt hajlandó elfogadni azt, mert bátyja, Appa lovakat ajándékozott a pápai legátusoknak. Az érsek ebben szimóniát látott, ami nagyon mély elkötelezettségre vall. III. Sándor az ügy miatt levelet intézett Lukácshoz, amit így fejezett be: „(…) minthogy tetteidről Isten kegyelméből soha semmi mást, csak becsületes dolgot hallottunk, nincs is ezügyben más várakozásunk, csak jó és mindenféle dicséretre feljogosító, s ezt azok sem tagadják, akik ellenségeidnek látszanak, hanem a rólad alkotott vélekedés dicséretes bizonyságát nyújtják, nem tűnt úgy számunkra sem, hogy ezek vizsgálata során azokról a dolgokról a püspököknek vagy másoknak írásainkat el kellene küldenünk. Kérjük azonban körültekintésedet – valamint intünk és meghagyjuk, hogy szívedből teljesen kiirtva az effajta kételyeket, a rádbízott főpapi hivatalban olyan éberen serénykedjél, hogy nyájadat méltón vezethesd a legfőbb pásztor, Krisztus elé, és hogy tőle az igazaknak boldogságos megjutalmazása idején hallhassad: Jól van, hű és okos szolgám, menj be a te Uradnak örömébe…”

## Lukács, a politikus

### A trón támasza
A konkordátummal megpecsételt példás magyar-szentszéki kapcsolatokat Géza király halála beárnyékolta. Halála után mindkét öccse, László és István magának vindikálta a trónt, s ráadásul ezt mindketten bizánci támogatással tették. A sziklaszilárd Lukács, egyrészt a görög hatástól félve, másrészt a primogenitúra elvét vallva mindkét trónkövetelőtől megtagadta a koronázást, és Géza fiának, III. Istvánnak (1162–1172) a trónigényét támogatta. Az ellenkirályokkal szembeni radikális föllépésért és kiközösítésükért Lukács börtönnel fizetett, ahonnan csak pápai közbenjárásra szabadulhatott ki.
A trónbitorló IV. István I. Mánuel bizánci császárhoz (†1180) fordult segítségért. A görög uralkodó azonban felismerte IV. István ellehetetlenült helyzetét, és az immár törvényesen uralkodó III. István király követeivel Belgrádban egyezséget kötött. A szerződés értelmében Béla herceg – a király öccse – Alexiosz néven a konstantinápolyi udvarba került, mint deszpotész (leendő trónörökös), egyúttal elnyerte a császár lányának kezét, és Dalmácia és Horvátország vezetését is megkapta.
III. István – bár nagy formátumú uralkodó volt – országlása idején megromlott hazánk és a pápaság kapcsolata. Ennek több összetevője is volt: a Bizánctól való félelem miatt a király Barbarossa felé kezdett közeledni, harci kiadásainak fedezéséhez az egyházi pénzekre is rátette a kezét (amiért Lukács többször meg is rótta), valamint III. Sándor nehezményezte, hogy magyar földön sok a nős püspök. A megromlott viszony az 1169. évi esztergomi zsinaton állt helyre. A zsinaton III. István hitet tett Sándor pápa legitimitása mellett, valamint megígérte, hogy soha többé nem nyúl egyházi pénzekhez, és püspököket sem nevez ki.

### Béla és Lukács
III. István, a bizánci veszély elhárítója, 1172-ben hunyt el. Halálakor ismét napirendre került a trónutódlás kérdése. Az új király Lukács heves tiltakozása ellenére az immár tíz éve Bizáncban élő Béla lett, aki – miután a császárnak fia született – elvesztette trónutódlási jogát és Mária hercegnő kezét. Lukács tiltakozásának a bizánci egyházi befolyástól való félelem volt az oka, és inkább az elhunyt király másik öccsét, Géza herceget látta volna szívesen a trónon. Megtagadta III. Béla megkoronázását, amit így – külön pápai engedéllyel – a Mikó vagy Chema nevű kalocsai érsek végzett el. Az esztergomi főpap erélyes föllépése rossz viszonyt teremtett Bélával. Ez azonban csak a kisebbik baj volt, mert a koronázást III. Sándor felszólítása ellenére sem végezte el. A pápa és a főpap régebbi jó viszonya nagyon megromlott.
III. Béla (1172–1196), bár görög földről érkezett, felesége révén meghonosította Magyarországon a francia kultúra szellemiségét, így paradox módon akitől Lukács a latin kereszténységet féltette, az lett annak erős védőbástyája. Lukács az 1170-es évek folyamán fokozatosan háttérbe szorult, helyette riválisa, András kalocsai érsek élvezhette a pápa és a király bizalmát. A főpap azonban idővel maga is belátta, hogy III. Béla nem jelent fenyegetést sem az egyházra, sem Magyarországra nézve. A kezdődő közeledésnek nagy lendületet adott az 1179. esztendő, amikor a diadalittas kalocsai érsek megsértette a királyt, mire az megfosztotta hivatalától. A vitába a Szentatya is beleavatkozott, és András érseket bocsánatkérésre szólította fel.
Lukács érsek körülbelül a pápával egy időben, 1181 augusztusában hunyt el. Főpapi működése kitörölhetetlen nyomot hagyott a magyar történelemben. A középkori Magyarország egyik legeredetibb „szürke eminenciása” volt. Kanonizációját II. András (1205–1235) és IV. Béla (1235–1270) is szorgalmazta, de Lukács szentté avatására végül nem került sor.